# Bilandu
Bilandu (en népalais : विलन्दू) est un comité de développement villageois du Népal situé dans le district d'Okhaldhunga. Au recensement de 2011, il comptait 2 311 habitants.